# Мефодий (Кульман)
Епи́скоп Мефо́дий (в миру Влади́мир Никола́евич Ку́льман; 12 (25) июля 1902, Санкт-Петербург — 13 апреля 1974, Аньер-сюр-Сен) — епископ Константинопольской православной церкви, епископ Кампанский, викарий Западноевропейского экзархата русских приходов Константинопольского патриархата.

## Биография
Родился недалеко от Петербурга 12 июля 1902 года в семье профессора-слависта Николая Карловича Кульмана и Екатерины Иасоновны Кульман (Смирнова).
Учиться начинал в Петрограде. После Революции, в 1918 году, вместе с отцом покинул Россию. Плыли на речном катере, буксируемом пароходом. В Чёрном море из-за сильного шторма канаты оборвались. Гибель казалась неминуемой. Все горячо молились святителю Николаю, и утром катер выбросило на румынский берег. Но румыны не приняли беглецов и направили катер дальше — в Болгарию.
В 1922 приехал в Прагу и в том же году поступил на историко-филологический факультет Пражского университета. В студенческие годы на него сильное влияние оказал епископ Пражский Сергий (Королёв), которому юноша часто прислуживал. В 1926 году окончил Пражский университет, где получил звание доктора философии. Работал в Славянском институте.
По инициативе студентов Алексея Греве (будущего архиепископа Никона), Константина Струве (будущего архимандрита Саввы) и Владимира Кульмана (будущего епископа Мефодия) возникло Братство имени Преподобного Сергия Радонежского.
В 1930 году во время обучения в Свято-Сергиевском богословском институте митрополитом Евлогием пострижен в монашество в честь преподобного Мефодия Пешношского, ученика преподобного Сергия Радонежского. В том же году рукоположён в сан иеродиакона.
В 1931 году окончил Свято-Сергиевский Православный Богословский Институт с дипломом первой степени. В том же году рукоположён в сан иеромонаха и назначен настоятелем прихода храма Христа Спасителя в городе Аньер-сюр-Сен (Франция) близ Парижа. Храма ещё не было и за его постройку активно принялся иеромонах Мефодий со своими прихожанами. 13 марта (29 февраля) 1932 года новый храм был освящен митрополитом Евлогием. В этом храме иеромонах Мефодий служил 42 года. По воспоминаниям Ольги (Слёзкиной): «Я помню, какой это был изумительный приход! Там бедность была такая, ну ничего у них не было! И Батюшка сумел окружить себя очень хорошими людьми, культурными и такими деятельными. С ними он начал жизнь этого прихода, жизнь, которая действительно была очень, очень живой. Потом Митрополит Евлогий всегда говорил, что это один из лучших его приходов. А что Батюшка делал? Трудно сказать, чего он не делал. Он все делал, понимаете? Он занимался безработными, он занимался детьми, взрослыми, он устраивал замечательные встречи с профессорами из Свято-Сергиевского института в Париже, не всегда даже в приходе, а иногда в казачьем музее, потому что было много народу. В общем, приход закипел жизнью».
Организовал при храме постоянную помощь нетрудоспособным и неимущим прихожанам (открыл трапезную, комнаты для призрения престарелых женщин), открыл Четверговую школу, различные кружки, проводил публичные лекции и беседы, организовал Курсы по вопросам православного мировоззрения, на которые приглашались профессора Богословского института, основал профессиональную библиотеку. Митрополит Евлогий считал Аньерский приход своей епархии одним из важнейших православных центров во Франции.
В 1947 году вошёл в Координационный комитет Объединения благотворительных и гуманитарных организаций.
В 1948 году им был создан ежемесячный журнал «Вечное», который он сам составлял и редактировал. Журнал распространялся по всем странам русского рассеяния журнал «Вечное». При его жизни вышло 316 номеров.
В 1951 году впервые посетил Палестину, поклонился святыням, был принят Иерусалимским Патриархом. С 1952 года ежегодно с группой православных мирян из Западной Европы совершал паломничество на Святую Землю. Находясь там, предпочитал останавливаться в русских монастырях, чаще всего в Вифании. Благодаря его трудам и опеке сотни русских паломников из Зарубежья впервые после революции снова смогли совершить паломничество на Святую Землю; его заботами и стараниями значительные суммы каждый год пересылались обителям и храмам на Святой Земле. За двадцать лет (1952—1972) состоялось 18 паломничеств.
17 июня 1953 года был хиротонисан в епископа Кампанского. Являлся викарным архиереем при митрополите Владимире (Тихоницком), а затем архиепископе Георгие (Тарасове) — предстоятелях русского Экзархата в Западной Европе.
Скончался 13 апреля 1974 года после длительной и тяжёлой болезни. Отпевали Владыку Мефодия митрополит Мелетий (Карабинис), архиепископ Георгий (Тарасов), епископ Александр (Семёнов-Тян-Шанский), епископ Георгий (Вагнер) и епископ Иеремия (Каллийоргис). Погребен в склепе под церковью в Сент Женевьев де Буа.

## Публикации
- Из духовного сокровища царской семьи. — Париж, 1956. — 7 с.; 21 см.
- Немного о многом: слова и поучения 1932—1972. — Париж : L-Eternel, 1973. — 189 c.
  - Немного о многом : слова и поучения 1932—1972. — Репр. воспр. изд. 1973 г. — Париж : [б. и.], 1987. — 187 с.
- Иди и кайся // Вечное: Третий сборник (№ 339: Fevrier 1980): об Исповеди и Св. Причастии. — Аньер : Изд-во журнала «Вечное», 1980. — 64 с. — С. 2-4
- Господи, помилуй // Вечное: Четвёртый сборник духовного чтения (№ 340: Mars 1981). — Аньер : Изд-во журнала «Вечное», 1981. — 68 с. — С. 2
- Святой Спиридон. Житие прп. Спиридона // Вечное: Шестой сборник духовного чтения (№ 343: Mars 1983). — Аньер : Изд-во журнала «Вечное», 1983. — 118 с. — С. 59-65.
- Радоница // Вечное. 1984. — № 243 (март). — С. 12
- Слово в Прощеное воскресенье (последнее слово до смерти Владыки) // Великий Пост и Светлое Воскресение: духовные чтения: [Сборник публикаций из жур."Вечное"]. — М. : Пацифик юнион инвестмент корпорейшн, 1990. — 78 с. — С. 3—4
- Из духовного сокровища Царской Семьи // Журнал Московской Патриархии. М., 1996. — № 11. — С. 68—73.
- Пастырские наставления: духовное наследие архипастыря храма Христа Спасителя во Франции. — М.: Издательство Московской Патриархии, 2000. − 190 с.
- Святоотеческое толкование на Евангелие от Матфея. — Буэнос-Айрес, 2004.